# بوئتیوس
انیکیوس مانلیوس بوئتیوس (زاده ۴۸۰ میلادی – درگذشته ۵۲۴ میلادی) (به لاتین: Boethius)، فیلسوف مسیحی سده ششم میلادی زاده رم است. او بسیاری از آثار فیلسوفان و دانشمندان یونان باستان را به لاتین برگرداند. افزون بر این بوئتیوس آثار بسیاری نیز برجا گذاشت: منطق کهن (به لاتین: Logica Vetus)، پرآوازه‌ترین اثر ارسطو که تا نیمه سده دوازدهم میلادی در دسترس بود. همچنین در باب اجزاء زودفهم که در آن به توضیح کلمات پرداخته شده و عبارات تفهیم و ساده‌سازی شده است، یعنی آنچه سنگ‌بنای فلسفه مدرسی را تشکیل داده است و سرانجام تعریف و تبیین فردیت در جای جوهر متعین طبیعت متعقل (به لاتین: Naturae Rationabilis Individua Substantia).
آبلار در وصف او می‌گوید:
بوئتیوس ایمان خود و ما را به عنصری نفوذناپذیر و غیرقابل غلبه مبدل کرد.
بوئتیوس در دروهٔ پادشاهی تئودریک پادشاه گوت‌ها می‌زیست و پس از مدّتی به خدمت او درآمد؛ امّا به اتهام دسیسه‌چینی به سود امپراتور بیزانس به زندان افتاد و در همان‌جا درگذشت.
کتابی که در زندان با عنوان تسلّای فلسفه (به لاتین: De Consolatione Philosophie) نوشت، در قرون وسطی خوانندگان پرشماری پیدا کرد. او یکی از خالقان انسان‌گرایی سده‌های میانه به‌شمار می‌رفت و باعث شد تا موسیقی منطبق با آرمان‌های باستان از منزلت بالاتری در حوزهٔ فرهنگ برخوردار شود. معمولاً اهمیت بوئتیوس را به دلیل تدوین مسئله کلّیات می‌دانند. از میان مسائل شناخت‌شناسی آنچه بیش از همه مورد توجه فیلسوفان قرون وسطی بود، مسئله کلّیات است. بوئتیوس این سؤال را مطرح کرد که «آیا جنس و نوع در جهان خارج از ذهن وجود دارند یا فقط در ذهن پیدا می‌شوند؟» طرح این مسئله در قرون وسطی، واکنش‌های متفاوتی را برانگیخت و باعث نزاع‌هایی جدی شد. پس از اعدام وی به دستور امپراتور مسیحی، مدارس آتن تعطیل و آموزش فلسفه مطرود شد. از این دوره با عنوان «عصر ظلمت» نام برده‌اند؛ زیرا در این دوره، فلسفهٔ یونان کفر و شرک دانسته و فراگیری آن ممنوع شد.

## در فرهنگ عامه

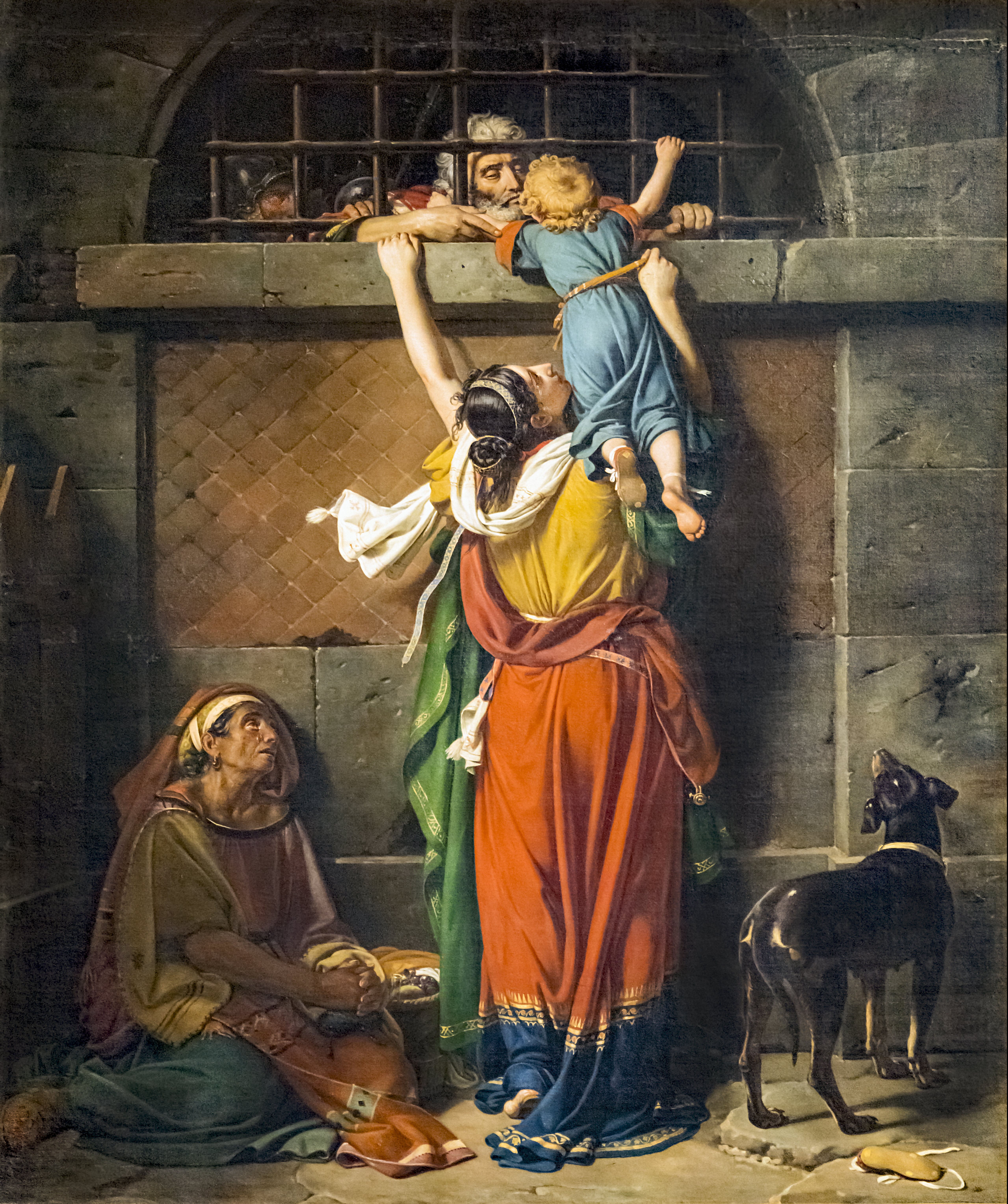
«وداع بوئتیوس با خانواده‌اش» اثر ژان ویکتور شنتس

در کمدی الهی دانته، روح بوئتیوس توسط توماس آکویناس مورد اشاره قرار گرفته و در شعر نیز به آن اشاره شده است. در رمان «اتحادیه ابلهان» اثر جان کندی تول، بوئتیوس فیلسوف مورد علاقهٔ شخصیت اصلی داستان، ایگناتیوس جی. ریلی است. «چرخ بوئتیوسی» مضمونی است که در سراسر این کتاب به چشم می‌خورد.
سی. اس. لوئیس در فصل ۲۷ کتاب «نامه‌های اسکروتیپ» به بوئتیوس اشاره می‌کند. همچنین بوئتیوس در فیلم «۲۴ ساعت مهمانی مردم» محصول ۲۰۰۲ ظاهر می‌شود که در آن کریستوفر اکلستون نقش او را بازی می‌کند.
در سال ۱۹۷۶، یک دهانه آتشفشانی در ماه به افتخار بوئتیوس نامگذاری شد.
عنوان کتاب آلن دو باتن، «تسلّی‌بخشی‌های فلسفه»، از کتاب «تسلّای فلسفی» بوئتیوس گرفته شده است. همچنین یک نسخهٔ خطی کتاب تسلّای فلسفه اثر بوئتیوس، محور رمان «دانشمند فقید، لرد پیتر ویمزی» نوشتهٔ جیل پاتون والش است.
در بازی ویدیویی گنشین ایمپکت، آهنگ «Metres of Boethius» در دریای دوران‌های گذشته پخش می‌شود، جایی که تمدن غرق شده رموریا زمانی سمفونی بزرگ را می‌پرستید.